# Claude Mallmann
Paul Claude Mallmann né le 25 novembre 1915 à Metz et mort dans la même ville le 28 juillet 1981 est un peintre, illustrateur et graveur français.
Il est connu pour ses gravures et illustrations, notamment pour La tête sur les épaules d'Henri Troyat.. 

## Biographie
Claude Mallmann naît le 25 novembre 1915 à Metz. Il grandit rue des Jardins, à l’ombre de la cathédrale Saint-Étienne, où son père, amateur d’art, tenait une boutique d’encadrement. 
En 1934,après l'obtention du baccalauréat section philosophie, il commence sa formation en dessin et gravure aux Beaux-Arts de Nancy dans l'atelier de Victor Prouvé. Avec plusieurs amis, dont Jean Schneider, futur médiéviste et doyen de la faculté de Lettres de Nancy, Olivier Hussenot, futur acteur, et Georges Lévitte, il collabore à la revue messine Préludes de 1933 à 1936.
Toujours en compagnie d'amis, Claude Mallmann part ensuite plusieurs mois en Haute-Provence près de Manosque, rejoindre Jean Giono et Albert Gleizes, l'un des fondateurs du cubisme, alors au sommet de sa gloire. Les liens qu’il créa avec ce dernier furent déterminants pour Claude Mallmann dans la genèse de son propre style. 
Après deux années de service militaire, il s'inscrit aux Beaux-Arts de Paris dans l'atelier de Nicolas Untersteller. La Seconde Guerre mondiale éclate et Claude Mallmann est rappelé sous les drapeaux. Pour fuir l'occupation nazie et ne pas être enrôlé dans la Wehrmacht, l'artiste rejoint Paris sur la bicyclette que lui donne son père. Là-bas, il retrouve son maître Untersteller. Il doit fuir à nouveau pour échapper aux réquisitions de l'armée allemande et part se cacher dans les Ardennes. En même temps, les cours continuent dans l'atelier d'Untersteller. Claude Mallmann obtiendra son diplôme des Beaux-Arts en 1941.
Il concourt sans succès pour le prix de Rome de gravure en 1942. 
Il travaille ensuite au Centre Saint-André-des-Arts à Paris. En qualité de chef des travaux, il participe entre autres avec Lucien Pénat à la réalisation des fresques de l’église Saint-Maurice de Boulogne-Billancourt. Claude Mallmann s’intéresse alors de plus en plus à l’art d’Extrême-Orient, aux religions orientales et au mysticisme, qui marquera fortement sa dernière œuvre.
Il est engagé ensuite comme inspecteur des sites, perspectives et paysages par le ministère des Beaux-Arts. 
Dans les milieux artistiques parisiens, les expositions se succèdent. Il participe de 1943 à 1949 au Salon des indépendants, au Salon d'automne et au Salon du dessin. Il expose notamment à la galerie Pelletan-Helleu à Paris dans le quartier Saint-Germain-des-Prés. 
En 1949, il devient secrétaire général de l’École Estienne dans le 13e arrondissement de Paris, école qui forme les techniciens du livre. Suivant sa nature qui le pousse à rechercher la perfection, il se passionne pour l'écriture, l'encre, le papier. Il approfondit l'étude de la calligraphie en suivant les cours de l'Institut national des industries et arts graphiques pendant deux ans. 
C'est à cette époque qu'il illustra notamment La tête sur les épaules d'Henri Troyat. Pierre Descaves et Francis Ponge, avec qui il est en relation, lui commandent également des illustrations.
En 1956, il revient à Metz pour enseigner la gravure et le dessin à l’école des Beaux-Arts et s'adonne avec enthousiasme à cet enseignement jusqu'à sa retraite.
En 1959, il reçoit un prix de l'Académie nationale de Metz, sous la présidence de Maurice Genevoix.
En 1967, il est nommé chevalier de l’ordre des Arts et des Lettres.
À la fin de sa vie, il s'installe dans l'ancien presbytère de Sailly-Achâtel, où il créera son œuvre la plus connue, La Tour de Babel.
De santé fragile depuis plusieurs années, Claude Mallmann meurt à Metz le 28 juillet 1981.